# 메이주
메이주 테크놀로지 주식회사(영어: MEIZU Technology Co., Ltd 중국어: 魅族科技有限公司)는 중화인민공화국의 전자제품 제조및 판매회사이다. 메이주는 2007년 3월, M6 미니플레이어와 M3 뮤직 카드를 내놓았으며, M8 미니원, M9, MX, MX2, MX3 등의 휴대전화를 출시했다.

## 역사
잭 웡(황장)은 2003년 메이주를 설립하였다. 처음에는 MP3 플레이어의 제조업체였던 메이주는 2006년 자사의 첫 MP4 플레이어를 출시하였다. 최신 MP4 플레이어는 M6 미니 플레이어였으며 중국 외 지역에서는 Dane-Elec가 마케팅했다.
메이주 MX는 2012년 1월 1일 출시되었는데 이는 M9이 출시된지 정확히 1년이 되는 날이다. 안드로이드를 상당히 커스텀한 버전인 메이주의 Flyme OS를 갖춘 최초의 스마트폰이다. 이는 중국 밖에서 공식 출시된 최초의 메이주 전화이기도 하며 동시에 홍콩에도 출시되었다. 쿼드 코어 버전의 메이주 MX는 2012년 6월에 출시되었다.